# Petrőc
Petrőc (korábban Petrovác, szerbül Бачки Петровац / Bački Petrovac, szlovákul Petrovec vagy Báčsky Petrovec) város és község (járás) Szerbiában, a Vajdaságban, a Dél-bácskai körzetben.

## Fekvése
Újvidéktől 22 km-re északnyugatra, Palánkától 25 km-re északkeletre, Verbásztól 30 km-re délre fekszik. Áthalad rajta a Begej folyó.

## A község (járás) települései
A községhez (járáshoz) Petrőcön kívül még három település tartozik (zárójelben a szerb és egyéb név szerepel):
- Bulkeszi (Маглић / Maglić, németül Bulkes)
- Dunagálos (Гложан / Gložan, szlovákul Hložany)
- Kölpény (Кулпин / Kulpin, szlovákul Kulpín)

## Története
A település első emléke a 14. századból való. 1437-ben a Garai családé lett, előtte Szentiváni Balog Mihály birtoka volt.
1703-ban Petrőcöt mint a futaki uradalomhoz tartozó pusztát említették, amelyen az 1715-ös adatok szerint 18 adófizető lakott.
1717-ben Petrovcze néven Bodrog vármegyéhez került.
1718-ban a futaki uradalom névsorában szerepelt 19 adózóval, és ekkor már faluként említették.
1722-ben Petróczon 15 adófizető családot említettek, 1736–1737-ben pedig Alpárral együtt volt megadóztatva.
1745-ben a futaki uradalom földesura, Csernovics András, Csányi Mátyást bízta meg, hogy a petrováci puszta eddigi szerb lakosságához evangélikus népet telepítsen, ezért neki és utódainak a falu elöljárói tisztét biztosította. Csányi Mátyás ekkor Pest vármegyéből szlovák jobbágy családokat telepített ide. A 18. században ideérkezett szlovákok ma is a település népességének többségét alkotják.
A trianoni békeszerződésig Bács-Bodrog vármegye Újvidéki járásához tartozott, majd Jugoszláviához került. 1941 és 1944 között ismét Magyarországé, majd megint Jugoszláviáé lett, 2006-tól az önálló Szerbia része.

## Népesség

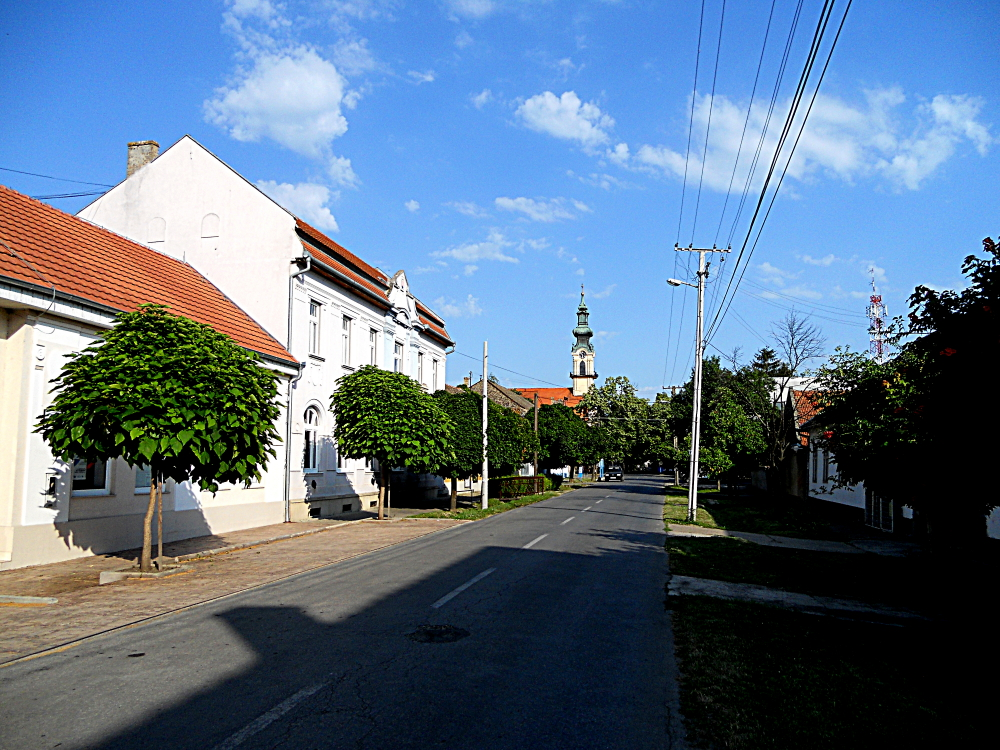
Petrőc főutcája

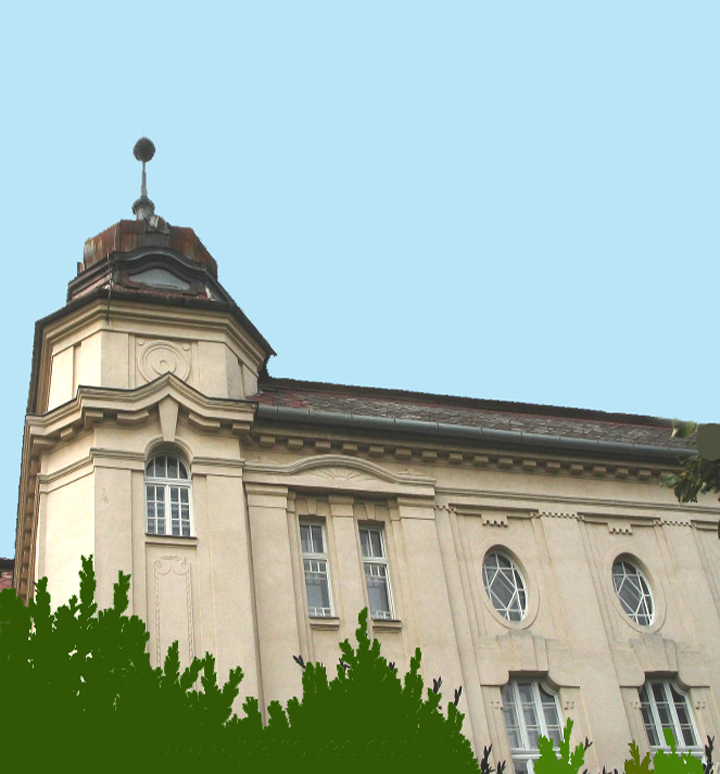
Ján Kollár Gimnázium

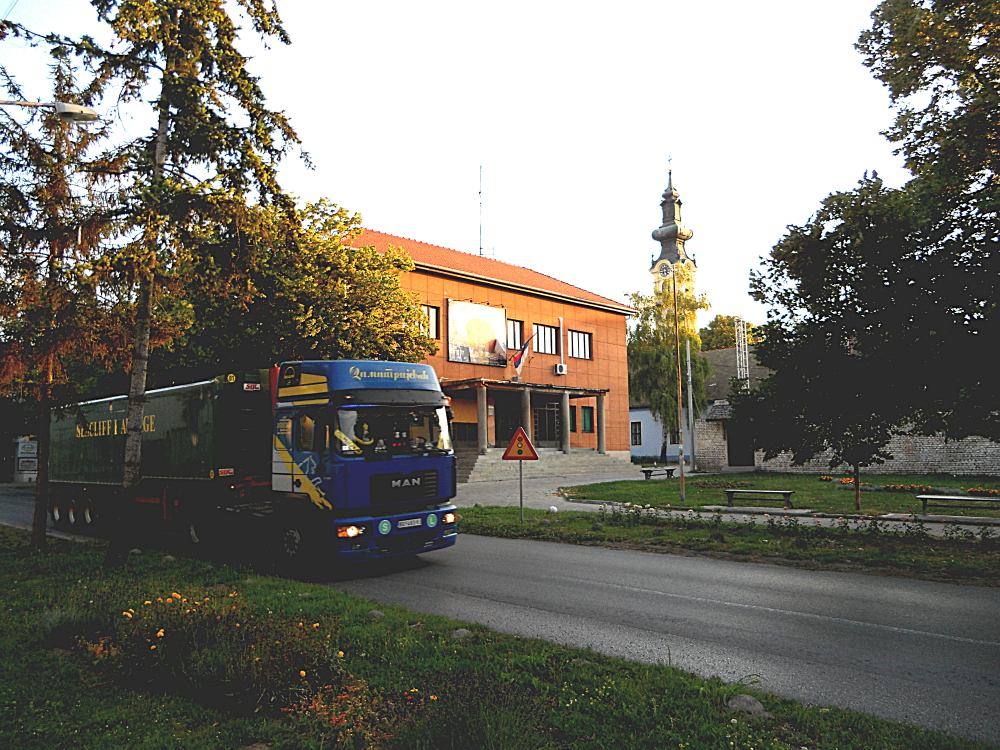
Szlovák színház

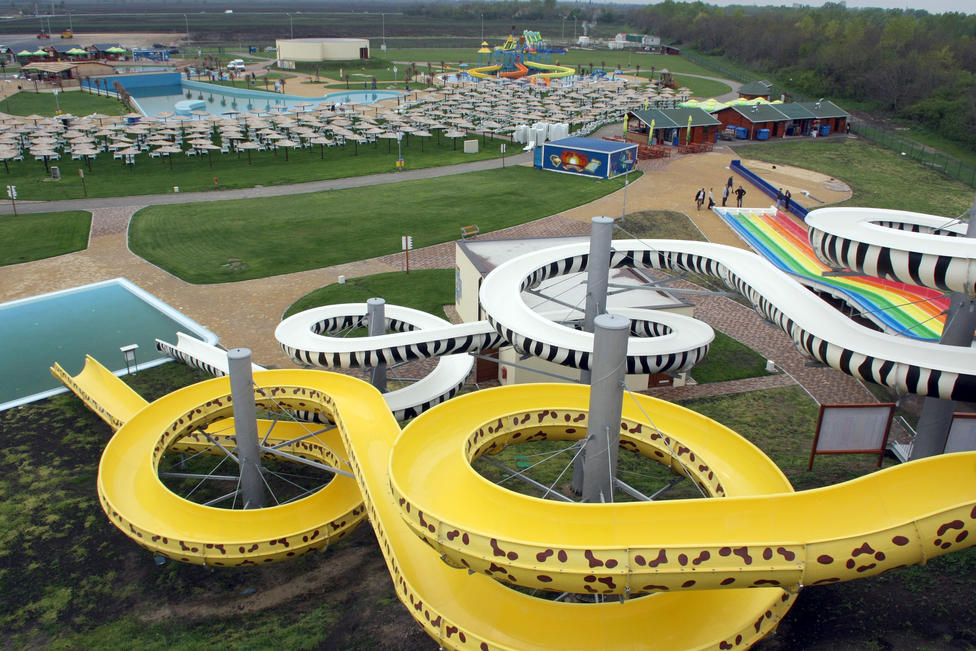
Petrolend akvapark

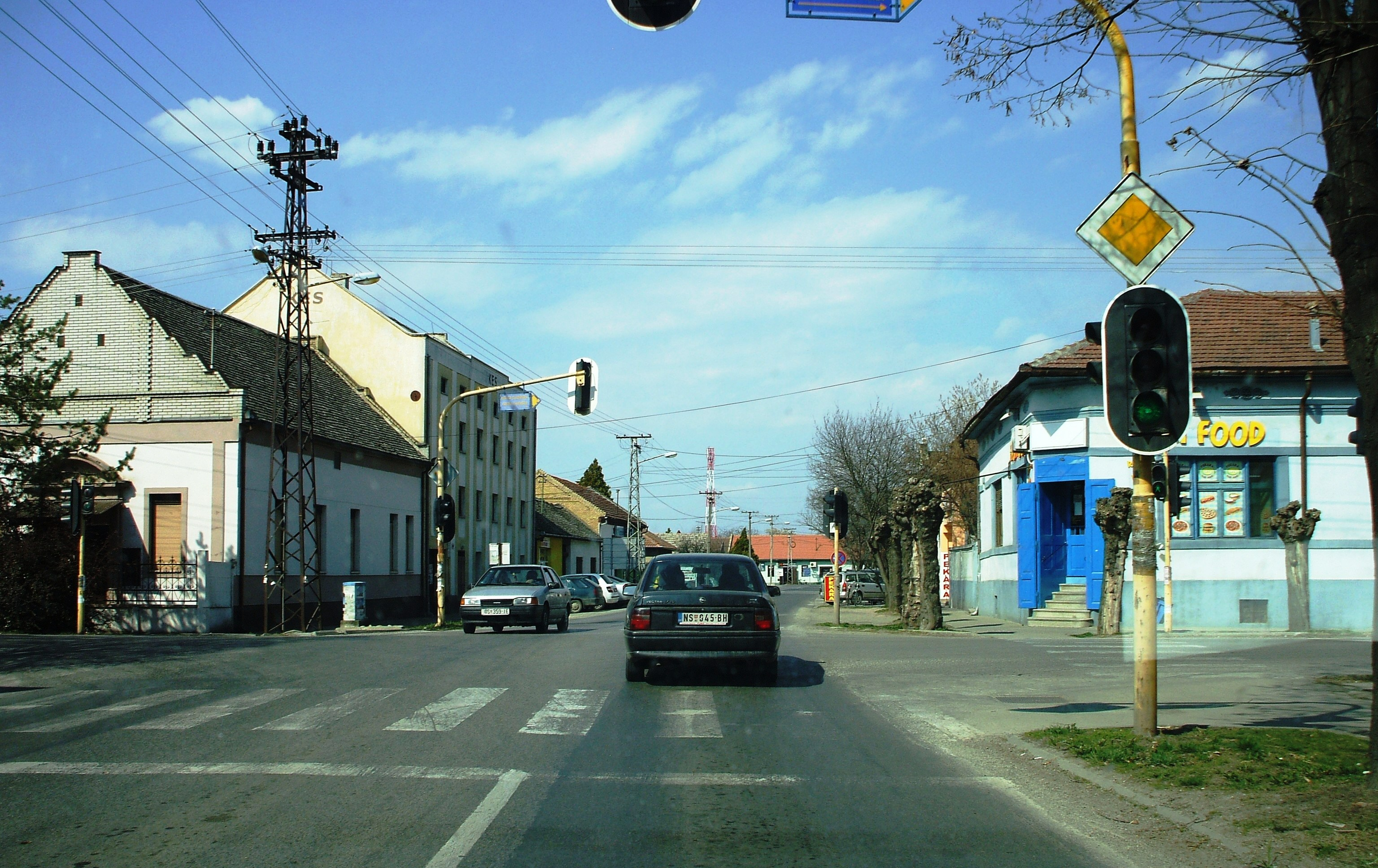
Petrőc főutcája

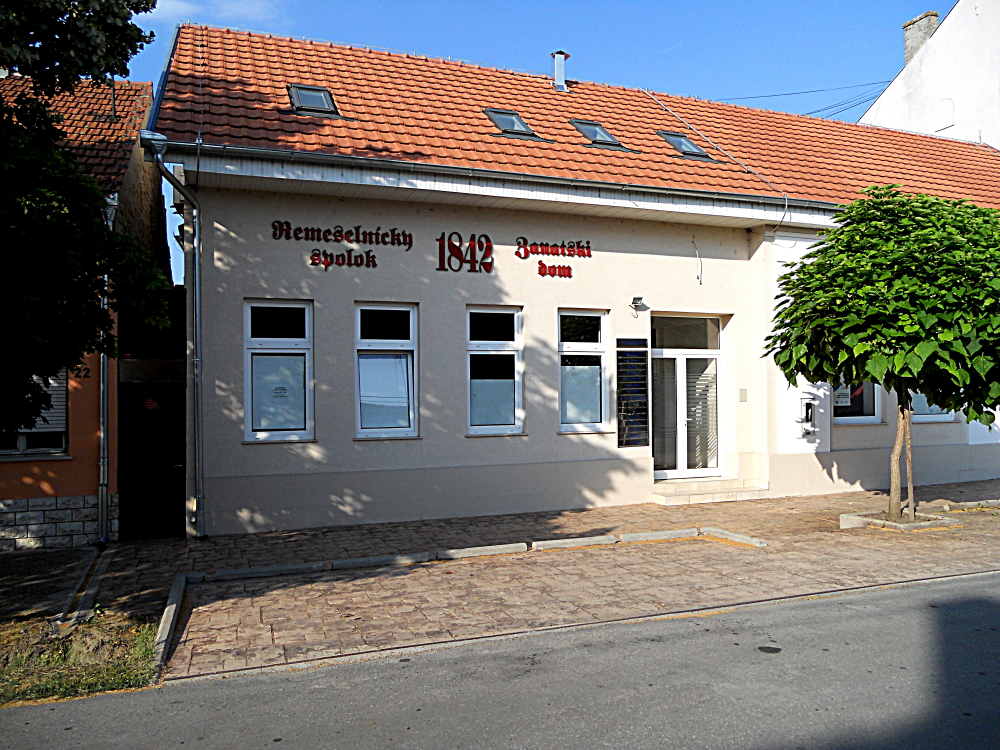
A Kézműves Egyesület háza

### A népesség alakulása
| 1948 | 1953 | 1961 | 1971 | 1981 | 1991 | 2002 | 2011 |
| ---- | ---- | ---- | ---- | ---- | ---- | ---- | ---- |
| 7452 | 7503 | 8104 | 7822 | 7729 | 7236 | 6727 | 6155 |

## Neves személyek
- Itt született 1857-ben Radó Sámuel, születési nevén Róthfeld Salamon[4] író, újságíró.
- Itt született 1862-ben Kvacsala János bölcseleti és teológiai doktor, dorpáti egyetemi rendes tanár.
- Itt született 1935-ben Juraj Tušiak szlovák író, költő, és műfordító.
- Itt született Godra Mihály (1801–1874) szlovák költő, nyelvész
- Karol Miloslav Lehotský (1846–1915) szlovák író, fordító, pedagógus
- Gustav Maršal Petrovský (1862–1916) szlovák író
- Kvetoslava Benková (1951–2014) szlovák énekesnő

## Testvérvárosai
- Nyitra, Szlovákia
- Rózsahegy, Szlovákia
- Turócszentmárton, Szlovákia